# Mednarodno zasebno pravo
Mednarodno zasebno pravo obsega pravila, ki se uporabljajo v primerih, ko je pravno razmerje povezano z dvema ali več pravnimi redi. V širšem smislu pojem mednarodno zasebno pravo zajema tudi pravila, ki se nanašajo na primere z mednarodno razsežnostjo. Evropska gospodarska skupnost je v prvih desetletjih po svoji ustanovitvi razvijala skoraj izključno pravila javnega prava o prostem pretoku proizvodov, storitev, ljudi in kapitala. Vendar pa lahko različne rešitve v državah članicah na področju mednarodnega zasebnega prava ovirajo štiri svoboščine. Zato je Maastrichtska pogodba uvedla pravosodno sodelovanje v civilnih zadevah. Amsterdamska pogodba je prenesla praktično celotno področje mednarodnega zasebnega prava iz tretjega v prvi steber. V skladu s sedaj veljavno Lizbonsko pogodbo Evropska unija razvija pravosodno sodelovanje v civilnih zadevah s čezmejnimi posledicami, ki temelji na načelu vzajemnega priznavanja sodnih odločb in odločb v izvensodnih zadevah. Takšno sodelovanje lahko vključuje sprejetje ukrepov za približevanje zakonov in drugih predpisov držav članic. 
»Mednarodno pravo je sistem pravnih načel in norm, s katerimi so določene pravice in obveznosti subjektov mednarodnega prava v njihovih medsebojnih odnosih in v mednarodni skupnosti. Države kot njegovi prvotni in najpomembnejši subjekti imajo odločilno vlogo pri ustvarjanju in izvajanju načel in norm mednarodnega prava pri njihovem sankcioniranju (Türk, 2007, str. 19)«. Türk k tej dvostavčni definiciji dodaja , da  razvoj sistema mednarodnega prava vse bolj širi obseg tistih norm, ki neposredno urejajo pravice in odgovornosti človeka kot posameznika.
Mednarodno pravo bi lahko v začetnem približku opredelili kot pravo ali red »skupnosti držav«. Dejstvo je, da se takšen skupek norm izoblikuje nad državami in vznika iz sodelovanja med njimi, sama država pa se zaveže, da bo spoštovala ta skupek s svojimi normami, včasih tudi na ustavni ravni. Torej mednarodno pravo ureja »odnose med državami«. Vendar pa gre pri tej interpretaciji za dvoumno trditev, ki jo je sicer možno uporabljati, toda le, če natančno povemo, da hočemo z njo opredeliti zgolj formalno in približno značilnost, se pravi dejstvo, da so mednarodne norme načelno naslovljene na državo ter da zanjo ustvarjajo pravice in obveznosti (Conforti, 2005). 
Za norme mednarodnega prava, ki jih vsebujejo mednarodne pogodbe in običajno mednarodno pravo, je značilna pravna obveznost. Kršitev teh norm je mednarodni delikt. Odgovornost za mednarodne delikte urejajo pravila o mednarodni odgovornosti držav, vključno z raznovrstnimi pravili o sankcijah. Pri kršenju pravil mednarodnega prava pa ni enotno urejenega sistema sankcij. V mednarodnem pravu ni centralizirane zakonodajne izvršne in sodne oblasti, ampak je zakonodajna oblast v rokah posameznih držav, ki oblikujejo norme mednarodnega prava bodisi neposredno, to je z mednarodnimi pogodbami ali z mednarodnim običajnim pravom, bodisi posredno, to je na podlagi pravno obvezujočih odločitev mednarodnih organizacij. Mednarodnopravni spori se na tej ravni rešujejo po načelu mirnega reševanja sporov in svobodne izbire sredstev. Mirno reševanje sporov je obveznost subjektov mednarodnega prava, ki imajo na voljo raznovrstna sredstva, ki vključujejo tudi sodne organe. S stališča mednarodnega prava je po diplomatski poti rešen spor (npr. z neposrednimi pogajanji) enako kot sodna rešitev (Conforti, 2005).
Mednarodno zasebno pravo se ukvarja z gospodarskimi in civilnimi zadevami, ki imajo za posledice mednarodni značaj. Primeri takšnih situacij so lahko zakonske zveze ali naročila, ki ga sklenejo stranke, ki so državljani ali običajni rezidenti različnih držav itd. Kadarkoli imamo v takšnih razmerjih opravka z mednarodnim elementom, je večja verjetnost, da se bodo okoliščine primera navezovale na različne pravne rede. Tej trditvi so priča številni primeri iz prakse, kot je primer »Assunzione« (http://www.jstor.org/pss/757533), ko se je italijanskim ladjarjem, ki so bili hkrati tudi lastniki te ladje, zgodila nesreča. Del tovora, katerega naročniki so bili Francozi, je bil  uničen. Francozi (tožniki) so želeli, da se uporabi francosko pravo, ker je bila pogodba sklenjena v Franciji in tudi konosament (ladijski tovorni list) je bil zapisan v francoskem jeziku. Ladja pa je plula pod italijansko zastavo, tudi plačilo naj bi se izvršilo v italijanskih lirah. Sodnik je zato moral poiskati hipotetično voljo, kjer se po subjektivistični teoriji postavlja vprašanje, za katero pravo bi se stranki odločili, če bi se pri dogovarjanju spomnili, da je treba doreči še pravo, ki naj se uporablja v takšnem primeru, po objektivistični teoriji pa vprašanje, katero pravo bi stranki izbrali, če bi ravnali kot razumni stranki. Po nemški teoriji hipotetična volja ni nič drugega kot najožja koneksnost. Sodišče se je zato odločilo, da je italijansko pravo najustreznejše, saj je tako mogoče postopek tudi hitreje izpeljati, kajti tako  ladjar kot tudi  imetnik konosamenta sta bila Italijana.
Mednarodno zasebno pravo se deli na mednarodno zasebno pravo v širšem pomenu in v ožjem pomenu (Koritnik, 2007):
- mednarodno zasebno pravo v širšem pomenu zajema vse tisto pravo, ki se nanaša na zasebna razmerja z mednarodnim elementom. To pomeni pravo za takšna zasebnopravna dejanska razmerja, ki presegajo prostorno veljavno območje določenega nacionalnega pravnega reda,
- mednarodno zasebno pravo v ožjem pomenu (imenujemo ga tudi mednarodno zasebno pravo v tehničnem pomenu) pa pomeni, da dejanska stanja z mednarodnopravnim elementom uredi tako, da napoti na dotikajoči se pravni red. Mednarodno zasebno pravo tako imenujemo tudi kolizijsko pravo.

»Mednarodno zasebno pravo je notranje pravo posamezne države in obsega pravna pravila o tem, katero materialno pravo, ki je lahko tuje ali domače, naj se uporabi pri reševanju nastalih pravnih razmerij z mednarodnim elementom. Mednarodna zasebnopravna pravila tako urejajo le tista pravna vprašanja, ki se pojavijo samo zaradi prisotnosti tujega elementa v zasebnopravnih razmerjih (Koritnik, 2007, str. 2)«.